# 1990년 아시안 게임
제11회 아시안 게임은 1990년 9월 22일부터 10월 7일까지 중국의 수도 베이징시에서 열렸다. 대회는 1993년에 있을 2000년 하계 올림픽 유치 신청을 한 중국의 예비 무대 성격을 지녔다. 중국은 총 메달의 34%, 전체 금메달의 60%를 가져가는 압도적인 성적을 거뒀다.

## 유치 신청 도시
1984년 9월 28일에 대한민국 서울에서 열린 아시아 올림픽 평의회(OCA) 총회에 참석한 회원 76명이 1990년 아시안 게임을 중국 베이징에서, 1994년 아시안 게임을 일본 히로시마에서 개최하자는 내용의 안건을 제시했다. 하지만 1994년 아시안 게임 유치를 희망했던 인도네시아를 비롯한 동남아시아 국가들이 회장단의 안건에 반대 입장을 표명했기 때문에 투표가 진행되었다. 투표 결과 회장단의 안건은 찬성 48표, 반대 22표, 기권 6표로 통과되었다.

## 마스코트
1990년 베이징 아시안 게임의 마스코트는 중국을 상징하는 동물인 대왕판다를 형상화해 만든 '판판'(PanPan, 盼盼)이다.

## 참가국
총 36개국이 대회에 참가하였다. 아시아 올림픽 평의회(OCA)는 1990년 9월 20일 베이징에서 열린 임시 총회에서 실시된 투표를 통해 쿠웨이트를 침공하여 걸프 전쟁을 일으킨 이라크에 대해 회원국 자격 정지 처분을 내리면서 이라크의 아시안 게임 참가를 금지시켰다. 이라크에 대한 회원국 자격 정지 처분 안건은 찬성 27표, 반대 3표, 기권 5표, 무효 1표, 불참 2표로 통과되었다.
마카오, 브루나이, 팔레스타인이 처음으로 참가했다. 요르단은 재정 문제를 이유로 불참하였다. 1986년 아시안 게임에 불참했던 조선민주주의인민공화국, 베트남, 라오스, 몽골, 시리아, 아프가니스탄, 미얀마가 다시 참가하였다. 타이완은 중화 타이베이라는 이름으로 1970년 아시안 게임 이후 20년 만에 아시안 게임에 복귀하였으며, 예멘은 통일 이후 처음으로 참가하였다.
| - 아프가니스탄 - 바레인 - 방글라데시 - 부탄 - 브루나이 - 중국 (개최국) - 중화 타이베이 - 홍콩 - 인도 - 인도네시아 - 이란 - 일본 | - 쿠웨이트 - 라오스 - 레바논 - 마카오 - 말레이시아 - 몰디브 - 몽골 - 미얀마 - 네팔 - 조선민주주의인민공화국 - 오만 - 파키스탄 | - 팔레스타인 - 필리핀 - 카타르 - 사우디아라비아 - 싱가포르 - 대한민국 - 스리랑카 - 시리아 - 태국 - 아랍에미리트 - 베트남 - 예멘 |

## 경기 종목
- 수영
- 양궁
- 육상
- 배드민턴
- 정구
- 농구
- 카누
- 사이클
- 펜싱
- 축구
- 골프
- 체조
- 핸드볼
- 필드하키
- 유도
- 카바디
- 요트
- 세팍타크로
- 사격
- 소프트볼
- 탁구
- 테니스
- 배구
- 역도
- 레슬링
- 우슈

### 시범 종목
- 야구
- 소프트볼

## 메달 집계
| 순위 | 국가                   | 금메달 | 은메달 | 동메달 | 합계 |
| ---- | ---------------------- | ------ | ------ | ------ | ---- |
| 1    | 중국                   | 183    | 107    | 51     | 341  |
| 2    | 대한민국               | 54     | 54     | 73     | 181  |
| 3    | 일본                   | 38     | 60     | 76     | 174  |
| 4    | 조선민주주의인민공화국 | 12     | 31     | 39     | 82   |
| 5    | 이란                   | 4      | 6      | 8      | 18   |
| 6    | 파키스탄               | 4      | 1      | 7      | 12   |
| 7    | 인도네시아             | 3      | 6      | 21     | 30   |
| 8    | 카타르                 | 3      | 2      | 1      | 6    |
| 9    | 태국                   | 2      | 7      | 8      | 17   |
| 10   | 말레이시아             | 2      | 2      | 4      | 8    |
| 11   | 인도                   | 1      | 8      | 14     | 23   |
| 12   | 몽골                   | 1      | 7      | 9      | 17   |
| 13   | 필리핀                 | 1      | 2      | 7      | 10   |
| 14   | 시리아                 | 1      | 0      | 2      | 3    |
| 15   | 오만                   | 1      | 0      | 0      | 0    |
| 16   | 중화 타이베이          | 0      | 10     | 21     | 31   |
| 17   | 홍콩                   | 0      | 2      | 5      | 7    |
| 18   | 스리랑카               | 0      | 2      | 1      | 3    |
| 19   | 싱가포르               | 0      | 1      | 4      | 5    |
| 20   | 방글라데시             | 0      | 1      | 0      | 1    |
| 21   | 미얀마                 | 0      | 0      | 2      | 2    |
| 22   | 라오스                 | 0      | 0      | 1      | 1    |
| 23   | 마카오                 | 0      | 0      | 1      | 1    |
| 24   | 네팔                   | 0      | 0      | 1      | 1    |
| 25   | 사우디아라비아         | 0      | 0      | 1      | 1    |
| 합계 | 합계                   | 310    | 309    | 357    | 976  |

## 대회 이모저모
- 개최국 중국은 모두 19명의 3관왕을 배출하였다.
- 수영에서 중국은 40개의 메달 중 32개의 메달을 휩쓸었다.
- 카타르의 육상 선수 탈랄 만수르는 1986년 서울 아시안 게임에 이어 100m에서 우승하여 2연패를 차지했다.
- 카누 종목에서 대한민국의 천인식 선수가 소아마비로 왼쪽 다리를 절고 있는 상태에서 우승을 차지했다.
- 이번 대회를 계기로 중국은 2000년 제27회 하계 올림픽을 베이징에서 개최하기 위해 IOC에 유치 신청을 하였으나, 1993년 모나코 몬테카를로에서 열린 국제 올림픽 위원회(IOC) 총회에서 오스트레일리아 시드니에 패했다. 8년 뒤인 2001년 러시아 모스크바에서 열린 총회에서 2008년 제29회 하계 올림픽 개최지로 선정되었다.
- 태권도가 정식 종목에서 탈락하였다.
- 아시안 게임에서 상위에 랭크된 4개국은 전부 동아시아에 집중되어 있다. 1위는 당연히 중국, 2위는 한국, 3위는 일본이지만 4위는 조선민주주의인민공화국으로 차지하고 있다. 동아시아 외 국가로 성적이 좋은 나라는 서아시아에 속하고 있는 이란이 5위에 머물렀으며, 금메달은 겨우 4개에 불과하다.